# Swan Song Records
Swan Song Records byla hudební značka, kterou 10. května 1974 založila anglická rocková skupina Led Zeppelin. Fungovala pod dohledem jejich manažera Petra Granta. Jejím posláním bylo podporovat produkty skupiny i poskytovat support těm umělcům, kteří se setkali s obtížemi při uzavírání smluv s velkými hudebními společnostmi. Vznikla poté, co skupině Led Zeppelin koncem roku 1973 vypršel kontrakt s vydavatelstvím Atlantic Records. Přesto se nakonec Atlantic i tak stali distributory produktů hudební značky Swan Song.
Mezi těmi, kteří vydávali pod značkou Swan Song Records, byli samozřejmě Led Zeppelin, ale vyšly u nich i sólové projekty, které produkovali Jimmy Page a Robert Plant, ale i jiní: Bad Company, The Pretty Things, Dave Edmunds, Mirabai, Maggie Bell (jakož i její bývalé kapely Midnight Flyer), Detective a Sad Café.
Vydavatelství Swan Song ukončilo činnost v roce 1983. V současnosti funguje pouze jako značka při reedicích jejich materiálů z minulosti.

## Zaměstnanci
- Peter Grant - Prezident
- Danny Goldberg - Viceprezident (US) (1974–1976)
- Abe Hoch - Viceprezident (UK) (1974–1976)
- Led Zeppelin - Výkonní producenti
- Phil Carson - propojení s Atlantic Records
- Alan Callan - Viceprezident (1977–1983)
- Stevens H. Weiss - právní zástupce (US)
- Joan Hudson - právní zástupce (UK)
- Mark London - bezpečnostní služby
- John Bindon - bezpečnostní služby (1977)
- Mitchell Fox, Nancy Gurskik - asistenti (US)
- Unity Maclean, Carole Brown, Cynthia Sach, Menik de Pinto, Sian Meredith - asistenti (UK)

## Diskografie

### LP
- 15. červen 1974 - SS-8410 - Bad Company - Bad Company
- 1. listopad 1974 - SS-8411 - Silk Torpedo - Pretty Things
- 24. únor 1975 - SS-2-200 - Physical Graffiti - Led Zeppelin
- Duben 1975 - SS-8412 - Suicide Sal - Maggie Bell
- 12. duben 1975 - SS-8413 - Straight Shooter - Bad Company
- Prosinec 1975 - SS-8414 - Savage Eye - Pretty Things
- 21. únor 1976 - SS-8415 - Run with the Pack - Bad Company
- 31. března 1976 - SS-8416 - Presence - Led Zeppelin
- 28. září 1976 - SS-2-201 - The Song Remains the Same (soundtrack) - Led Zeppelin
- Březen 1977 - SS-8500 - Burnin 'Sky - Bad Company
- Duben 1977 - SS-8417 - Detective - Detective
- Duben 1977 - SS-8418 - Get It - Dave Edmunds
- Duben 1978 - SS-8504 - It Takes One to Know One - Detective
- 8. září 1978 - SS-8505 - Tracks on Wax 4 - Dave Edmunds
- 17. březen 1979 - SS-8506 - Desolation Angels - Bad Company
- 5. červenec 1979 - SS-8507 - Repeat When Necessary - Dave Edmunds
- 15. srpen 1979 - SS-16002 - In Through the Out Door - Led Zeppelin
- Únor 1981 - SS-8509 - Midnight Flyer - Midnight Flyer
- 20. duben 1981 - SS-16034 - Twangin '... - Dave Edmunds
- Srpen 1981 - SS-16048 - Sad Café - Sad Café
- Listopad 1981 - SS-8510 - Best of Dave Edmunds - Dave Edmunds
- Únor 1982 - SS-11002 - Rock 'n' Roll Party (mini LP) - Midnight Flyer
- 15. únor 1982 - SS-8511 - Death Wish II (soundtrack) - Jimmy Page
- 28. červen 1982 - SS-8512 - Pictures at Eleven - Robert Plant
- Srpen 1982 - 790001-1 - Rough Diamonds - Bad Company
- 19. listopadu 1982 - 790051-1 - Coda - Led Zeppelin
- 1983 - 90078-1 - Wildlife - Wildlife

### Singly
Některé z významnějších singlů, které vyšly pod značkou Swan Song Records:
- "Can't Get Enough/ Little Miss Fortune" - Bad Company: SS-70015 (USA, 1974), SWS 70015 (Kanada)
- "Movin' On/ Easy On My Soul" - Bad Company: SS-70101 (USA, 18 Jan. 1975), SWS 70101 (Kanada)
- "Trampled Under Foot/ Black Country Woman" - Led Zeppelin: SS-70102 (USA, 2. duben 1975; Austrálie), DC-1 (UK, 10. květen 1975), SSK 19 402 (N) (Německo, březen 1975), SS 19402 (Nizozemsko), K 19402 (Itálie, duben 1975), 19 402 (Francie), P-1361N (Japonsko, duben 1975), P-108N (Japonsko), 45-1205 (Španělsko), SWS 70102 (Kanada), SNS 100 (Jižní Afrika)
- "Good Lovin 'Gone Bad/ Whiskey Bottle" - Bad Company: SS-70103 (USA, 19. duben 1975), SWS 70103 (Kanada)
- "Wishing Well / Comin 'On Strong" - Maggie Bell: SS-70105 (USA, Červen 1975)
- "Feel Like Makin 'Love/ Wild Fire Woman" - Bad Company: SS-70106 (USA, srpen 1975), SWS 70106 (Kanada)
- "Candy Store Rock/ Royal Orleans" - Led Zeppelin: SS-70110 (USA, 18. červen 1976), SSK 19 407 (Německo, srpen 1976), 45-1381 (Španělsko), P-35N (Japonsko, září 1976), SWS 70110 (Kanada)
- "Here Comes The Weekend/ As Lovers Do" - Dave Edmunds: SSK 19408 (UK, 6. srpen 1976), SS 19 408 (Německo, září 1976), SS 19408 (Nizozemsko), 19 408 (Francie), 19408 (Belgie / Lucembursko)
- "Burnin 'Sky/ Everything I Need" - Bad Company: SS 70112 (USA, 21. květen 1977), SWS 70112 (Kanada)
- "Rock 'N' Roll Fantasy/ Crazy Circles" - Bad Company: SS 70119 (USA, březen 1979; Kanada; Nový Zéland), SSK 19416 (UK, 16. únor 1979; Austrálie), SS 19 416 (Německo, březen 1976), SS 19.416 (Nizozemsko), W 19416 (Itálie), 19 416 (Francie, květen 1979), 45-1835 (Španělsko), NS-20-1 (Portugal), P- 382N (Japonsko, březen 1979), 200088 (Argentina)
- "A1 on the Juke Box/ It 'My Own Business" - Dave Edmunds: SSK 19417 (UK, únor 1979)
- "Gone, Gone, Gone/ Take The Time" - Bad Company: SS 71000 (USA, červenec 1979; Kanada, srpen 1979; Nový Zéland), P-453N (Japonsko, srpen 1979)
- "Girls Talk" - Dave Edmunds: SS 71001 (US & amp; Kanada, srpen 1979; Nový Zéland), SSK 19418 (UK, Červen 1979; Austrálie), SSK 19418 C (UK clear vinyl, 8. srpen 1979), SS 19 418 (Německo, srpen 1979), SS 19.418 (Holandsko / Belgie), 45-1898 (Španělsko)
- "Queen of Hearts/ The Creature From The Black Lagoon" - Dave Edmunds: SSK 19419 (UK, září 1979; Austrálie), SS 19 419 (Německo, 26 October 1979), jak beta 19.419 (Holandsko / Belgie),

DJ SS 71002 (Kanada)
- "Fool in the Rain/ Hot Dog" - Led Zeppelin: SS 71003 (USA, 7. prosinec 1979; Kanada; Austrálie; Nový Zéland), SS 19 421 (Německo, únor 1980), SS 19.421 (Holandsko / Belgie), PROMO 097 (Itálie),

W 19421 (Itálie), 45-1925 (Španělsko), P-530N (Japonsko, únor 1980)
- "Singing The Blues/ Boys Talk" - Dave Edmunds: SSK 19422 (UK, leden 1980; Austrálie),

SS 19422 (Německo, březen 1980), 19 422 (Francie)
- "All My Love" - Led Zeppelin: 11.105 (Brazílie), DIF. 132 (Argentina)
- "Almost Saturday Night / You'LL Never Get Me Up (In One Of Those)" - Dave Edmunds: SS 72000 (USA, březen 1981), SSK 19424 (UK, 10. duben 1981; Austrálie; Nový Zéland), SS 19 424 (Německo,
- "Who 's To Blame (Death Wish Title) / Carole' s Theme" - Jimmy Page: P-1673 (Japonsko, červenec 1982)
- "Big Log/ Far Post" - Robert Plant: 7-99844 (USA, září 1983; Austrálie), P-1786 (Japonsko, září 1983), 79 98447 (Kanada)

### Promo disky
- 1978 - Laas-002 - "Live from the Atlantic Studios" - Detective
- 1978 - PR-230 - "College Radio Presents Dave Edmunds" - Dave Edmunds
- July 1982 - SAM-154 - "Pictures at Eleven - Interview with Alan Freeman" - Robert Plant